# Evermore (албум)
Evermore (стилизовано са малим почетним словом, evermore) је девети студијски албум америчке кантауторке Тејлор Свифт, објављен 11. децембра 2020. године за издавачку кућу Republic Records. Албум је био апсолутно изненађење за читаву јавност: Свифтова је своје осмо издање Folklore објавила мање од пет месеци пре Evermore, а оба албума рађена су у максималној тајности, без икаквих навода медија да Свифтова снима у студију.
Оба албума најављена су само неколико сати пре објављивања, и Тејлор је за оба пројекта снимила по један спот, лансиран исте ноћи када и читав албум. Folklore и Evermore су, како по темама, тако и по звуку, „сестрински” албуми, јер прате сличну естетику, и оба албума илуструју плод Тејлорине маште у доба карантина услед пандемије корона вируса Ковид 19. Пандемија је приморала музичаре да снимају на један скроз другачији начин, коме се и Свифтова прилагодила, па је у периоду изолације снимила укупно 34 нове нумере.
Evermore је други по реду Тејлорин алтернативни албум, са свих 17 песама у стилу фолк попа и пре свега алтернативног рока. Свифтова тек креће да истражује овај жанр, јер је у свету познатија као кантри и поп извођач, али Evermore је успео да прикупи више позитивних критика него било који њен поп или кантри албум - једини албум са вишим скором од њега је претходник Folklore.
Evermore за Свифтову обележава још један низ рекорда - за мање од недељу дана продато је милион копија албума, а уводни сингл Willow дебитовао је на првом месту листе Billboard Hot 100. То је уједно и седми пут да певачица постиже такав успех на овој топ листи.

## Позадина
Свифтова је 2020. године написала више песама него икада, тако да јој је карантин због епидемије Ковида 19 дао више простора за креативност и рад. 2020. година за њу  испрва уопште није била година нове музике - певачица је имала у плану да од краја године поново сними својих првих пет албума да би поново стекла права на њих, јер је изгубила права на сву своју музику пре албума Lover, када је њен бивши менаџер, Скот Боршета, све њене албуме продао Скутеру Брауну за 300 милиона долара. Тејлор је имала у плану и турнеју Lover Fest по Европи, са четири наступа у Северној Америци, али је турнеја отказана услед пандемије.
Са пропалим плановима око турнеје, Свифтова се окренула креативном процесу, и написала сама нумеру My Tears Ricochet, која се нашла на албуму Folklore објављеном 24. јула 2020. године. Folklore је обележио почетак интензивне сарадње Тејлор и Арона Деснера из групе The National, а у студију је доста писала и са старим пријатељем, продуцентом Џеком Антонофом. Тејлор се први пут упустила и у писање песама са својим дечком Џоом Алвином, који је свирао клавир за песму Exile и осмислио већи део песме Betty. Њих четворо проводили су дане смишљајући текстове и мелодије у помало необичном амбијенту због пандемије, а цео процес снимања албума представили су у документарном филму Folklore: the long pond studio sessions.
Пошто је Тејлор по први пут сарађивала са Ароном Деснером, по први пут урадила алтернативни албум, и тек „загребала” испод површине кад су у питању теме које је Folklore обрадио, екипа која је радила на том пројекту спонтано је наставила да пише. Инспирација није имала краја, а последица је објављивање још једног албума истог звука и сличних тема - Evermore. Он је по тематици нешто зрелији од Folklore и бави се животима нешто старијих јунака из Тејлорине главе, а као и Folklore, Evermore нема више од две нумере које су директно везане за Тејлорин живот. Што се естетике тиче, Folklore је по много чему пратио расположење пролећа и лета, тако да Evermore носи естетику јесени и зиме.
Најава за албум дошла је сасвим изненада 10. децембра 2020. године, када је Свифтова објавила на друштвеним мрежама колаж фотографије која се испоставила као омот албума Evermore - певачица на слици има окренута леђа, стоји у шуми и коса јој је уплетена. Након неколико минута, Тејлор је објавила и полеђину албума са целокупном листом песама, уз фотографију из спота за уводни сингл Willow. 

## Листа песама
1. Willow – 3:34
2. Champagne Problems – 4:04
3. Gold Rush  – 3:05
4. 'tis the damn season  – 3:49
5. Tolerate It – 4:05
6. No body, no crime (дует са ХАИМ) – 3:35
7. Happiness – 5:15
8. Dorothea  – 3:45
9. Coney Island (дует са The National) – 4:35
10. Ivy – 4:20
11. Cowboy Like Me – 4:35
12. Long Story Short – 3:35
13. Marjorie – 4:17
14. Closure – 3:00
15. Evermore (дует са Bon Iver)  – 5:04
16. Right Where You Left Me – 4:07
17. It's Time to Go – 4:15

## Писање и снимање албума

### Сарадници
Највећи део албума Evermore Тејлор Свифт је осмислила сама - за нумеру No body, no crime потписује сама и текст и музику. Сарадник са којим је снимила највише песама је Арон Деснер, гитариста бенда The National. Деснер је продуцент свих песама са албума изузев Gold Rush, а са Тејлор је учествовао у писању нумера Willow, 'tis the damn season, Tolerate It, Happiness, Dorothea, Coney Island, Ivy, Cowboy Like Me, Long Story Short, Majrorie, Closure, Right Where You Left Me и It's Time to Go.
Под псеудонимом Вилијам Бовери, са Тејлор је у студију радио и њен дечко, глумац Џо Алвин, који свира клавир. Са Свифтовом је потписан као аутор песме Champagne Problems, Coney Island, и насловне нумере, Evermore.
Џек Антоноф, са којим је Свифтова у прошлости написала мноштво песама, ипак је далеко присутнији на албуму Folklore, али је на албуму Evermore оставио трага као аутор песме Gold Rush и Ivy.
Што се дуета тиче, Evermore их има више него Folklore. Изузетно позитивне критике на сарадњу Тејлор и Џастина Вернона из бенда Бон Ивер, Exile, довеле су до тога да Вернон добије песму и на новом албуму, и то насловну, Evermore. Вернон је потписан и као један од писаца песме.
Свифтова је дугогодишња пријатељица девојака из бенда ХАИМ, па су се њих четири удружиле на нумери No body, no crime.
Посебно је обележена и сарадња Арона Деснера са Тејлор, јер су песму Coney Island писали као дует за Деснеров бенд The National - писању ове песме придружио се и други члан бенда, Брус Деснер, а Мат Мернингер, певач групе, и изводи нумеру са Тејлор.
Интересантно је и да пратеће вокале у рефрену нумере Cowboy Like Me пева Маркус Мамфорд из бенда Mumford & Sons.

### Текстови и кључне теме песама
Иако Свифтову прати стереотип да пише само о својим непријатним љубавним искуствима из прошлости, доба карантина због пандемије корона вируса 2020. године дозволило је певачици да прикаже свој квалитет писања прича првенствено о другим људима, углавном фиктивним, из њене маште. Пажљивим слушањем, праћењем најситнијих детаља и инспирацијом из материјала који је пратила током године, Тејлор је Evermore конципирала слично као што би песник форматирао своју збирку поезије - све приче су крајње поетичне и обојене снажним емоцијама, међутим, оне су и пре свега наративне, па код сваке од њих можемо испратити ток радње.
Насловна нумера и први сингл албума, Willow, првенствено се бави темом судбине и проналаска сродне душе на дугом путу којим нас води тзв. „златна струна”, а у споту Тејлор прати нит која је води кроз различите светове, све док не сретне човека који је на крају пута чека. Тејлор се песмом осврће на Invisible String, песму са албума Folklore, у којој она симболично описује упознавање свог садашњег дечка Џоа Алвина као сплет срећних околности кроз које ју је водила сама судбина.
Willow је, као први и вероватно једини званични сингл, песма која је добила највише пажње, па је Свифтова сваког дана објављивала и ремиксе ове нумере: Dancing Witch („вештица која плеше”), Lonely Witch („усамљена вештица”) и Moonlit Witch („вештица обасјана месечином”). У сва три ремикса налази се мотив „вештице”, јер се и у споту за Willow Свифтова поиграва са мотивима магије и ритуала у шуми.
Друга нумера, Champagne Problems, потпуно је фиктивна и описује млади пар из перспективе девојке која је схватила да жели да раскине тек када ју је дечко запросио. Попут класика светске књижевности у којима је главна тема ментална нестабилност јунака, Свифтова пажљиво креира личност јунакиње и у први план ставља њено стање разочараности услед свог нестабилног менталног здравља, које се показало као усрок раскида - девојка чак збија шале на рачун своје болести, јер се чини да је околина не разуме. Ово је једна од најтужнијих песама са албума, и баш њу је Свифтова написала у друштву свог дечка Џоа Алвина, са којим тврди да највише воли да пише емотивне баладе и да их је то додатно зближило.
Gold Rush је песма којом Тејлор прави паузу од меланхолије претходне нумере, и за нијансу се враћа аутобиографским мотивима - трећа нумера албума доста је весела, а међу ауторима потписан је и Џек Антоноф, њен стари сарадник са којим је већ писала песме у стилу алтернативног рока са изнијансираним примесама попа, попут песме August са осмог албума Folklore.
Четвртом нумером 'tis the damn season Тејлор се враћа фикцији, и описује два млада љубавника који се након доста времена раздвојености срећу у родном граду када се девојка врати из Лос Анђелеса у своје село за празнике. Она је данас велика звезда и напустила је село да оствари своје снове, али је очигледно усамљена. Осма песма, повезана са четвртом, открива и да се девојка из приче зове Dorothea, као и сама осма нумера - у њој се прича приповеда из перспективе момка, који Доротеу никада није заборавио и нада се да је она и даље иста чиста душа коју он добро зна. Интересантни су и надови медија и фанова да је Доротеа заправо Селена Гомез, али ни Тејлор ни она нису потврдиле трачеве.
Песма број пет је у дискографији Свифтове резервисана за најтужније моменте на албуму - на Evermore је ту част добила песма Tolerate It, балада о несрећној жени која је заглављена у браку без љубави. Док се она труди за брак и обавља своје дужности, њен труд није „цењен”, већ је само „толерисан”, а јунакиња покушава да прочита намере свог мужа „тражећи фусноте у причи његовог живота”. Једнако срцепарајућа је и седма песма, балада Happiness, која је потпуно контрадикторна свом наслову јер говори о растанку двоје људи који су у једном делу живота ипак делили истинску срећу. Свифтова се несрећним браком бави и у десетој нумери Ivy, у којој неверна супруга осећа грижу савести што вара свог мужа, али не може да спречи „ватру у венама” коју у њој буди други мушкарац. 
Песма Ivy, попут 'tis the damn season, визуелно и текстуално илуструје мотиве зиме и снега. Исти је случај и са насловном, односно последњом нумером Evermore, Тејлорин дует са Џастином Верноном из групе Бон Ивер. Мотиви „сивог децембра” и црних дана беле зиме додају меланхолију овој песми. Evermore није прва сарадња Тејлор Свифт и Џастина Вернона - на албуму Folklore њих двоје су радили на балади Exile, која је номинована за Греми награду за поп дуетски перформанс године.
Посебан моменат на албуму је тринаеста нумера Marjorie, коју је Тејлор посветила својој покојној баби, оперској певачици. У песми се Тејлор присећа живота са њом, ностачгична је и волела би да је могла од ње да научи још више ствари о животу.

## Критика
Портал Metacritic, који сабира све стручне рецензије музичких критичара, као и критике јавности, албуму Evermore дао је коначни скор 85/100. Овакав скор на основу професионалне критике 27 утицајних магазина сведочи о високом квалитету, јер једино албум Folklore успео је да освоји већи скор - 88/100.
Портал Entertainment Weekly оценио је Тејлор са чистом десетком, а исто је урадио и New Musical Express, који је истакао да је певачица новим издањем померила сопствене границе. Rolling Stone, Variety, Spin, The A.V. Club и DIY Magazine такође су импресионирани овим издањем, оценивши га јаком деветком.
Албум је остао без негативних критика, а само три портала изразила су подељено, неодређено мишљење - 95% критика је потпуно позитивно.
Када су критике јавности у питању, ту је стање још боље, јер на основу више од 4.000 пристиглих критика, Evermore је стекао просек 9.5/10. По овом параметру превазишао је и албум Folklore и званично постао најомиљенији албум Тејлор Свифт међу слушаоцима. 

## Оборени рекорди и признања
Evermore је дебитовао на топ листи Billboard 200 на првој позицији - овај успех постигли су сви Тејлорини албуми осим деби албума Taylor Swift. На првом месту листе Billboard Hot 100 је дебитовао и први сингл са албума, Willow, што је посебан успех јер у децембру сваке године прву позицију заузима божићни хит Мараје Кери, All I Want For Christmas Is You. Свифтова је успела и овај хит да остави иза себе, па је Мараја Кери тек друго место. Willow је у Америци првог дана стримовања на сервису Spotify преслушан 3.645 милиона пута, а на глобалном нивоу је сакупио седам милиона слушања. Око три милиона слушања вртеле су се и песме Champagne Problems и Gold Rush. Осим Willow, свих 15 песама са стандардне верзије албума нашле су своје место на топ листи.
Прво место на топ листама Evermore је постигао у Америци, Великој Британији, Аустралији, Канади и на Новом Зеланду, у Белгији је други, а доста високо треће место заузео је у Шведској и Ирској. Ласкаво четврто место добио је у Норвешкој, а Немачка је на својој топ 100 листи Evermore ставила на позицију број шест.